# Nippon Kaiji Kyokai
Nippon Kaiji Kyokai (日本海事協会) is een classificatiebureau, opgericht in 1899. Het staat ook bekend als ClassNK of in de industrie als NK. Het is een non-profitorganisatie met als doel het waarborgen van de veiligheid op zee en het voorkomen van vervuiling op zee. Het is gevestigd in Chiyoda, Tokio.
Het belangrijkste werk van het bureau bestaat uit surveys om te verzekeren dat wordt voldaan aan de eisen die zijn gesteld door NK. Deze zijn van toepassing op nieuwbouwschepen, maar ook op bestaande schepen. De regels gelden niet alleen voor de romp, maar ook voor onder andere de veiligheidsmiddelen, de ladingbehandelingsuitrusting, motoren, machines, elektrische en elektronische systemen.
Aan het einde van december 2005 hadden ze 6396 schepen onder classificatie met een bruto tonnage van 134,5 miljoen ton. Dit is zo'n 20% van de wereldwijde koopvaardijvloot. Hoewel ClassNK het hoofdkantoor in Japan heeft, hebben ze wereldwijd kantoren.
ClassNK is een van de zeven leden die de International Association of Classification Societies (IACS) hebben opgericht.